# Guabancex
En la mitología antillana arahuaca (Taína) Guabancex es la diosa o cemí de las fuerzas incontroladas de la naturaleza, uno de los antepasados míticos de los arahuacos y la materialización de uno de sus mayores temores, los huracanes.

## Mitología

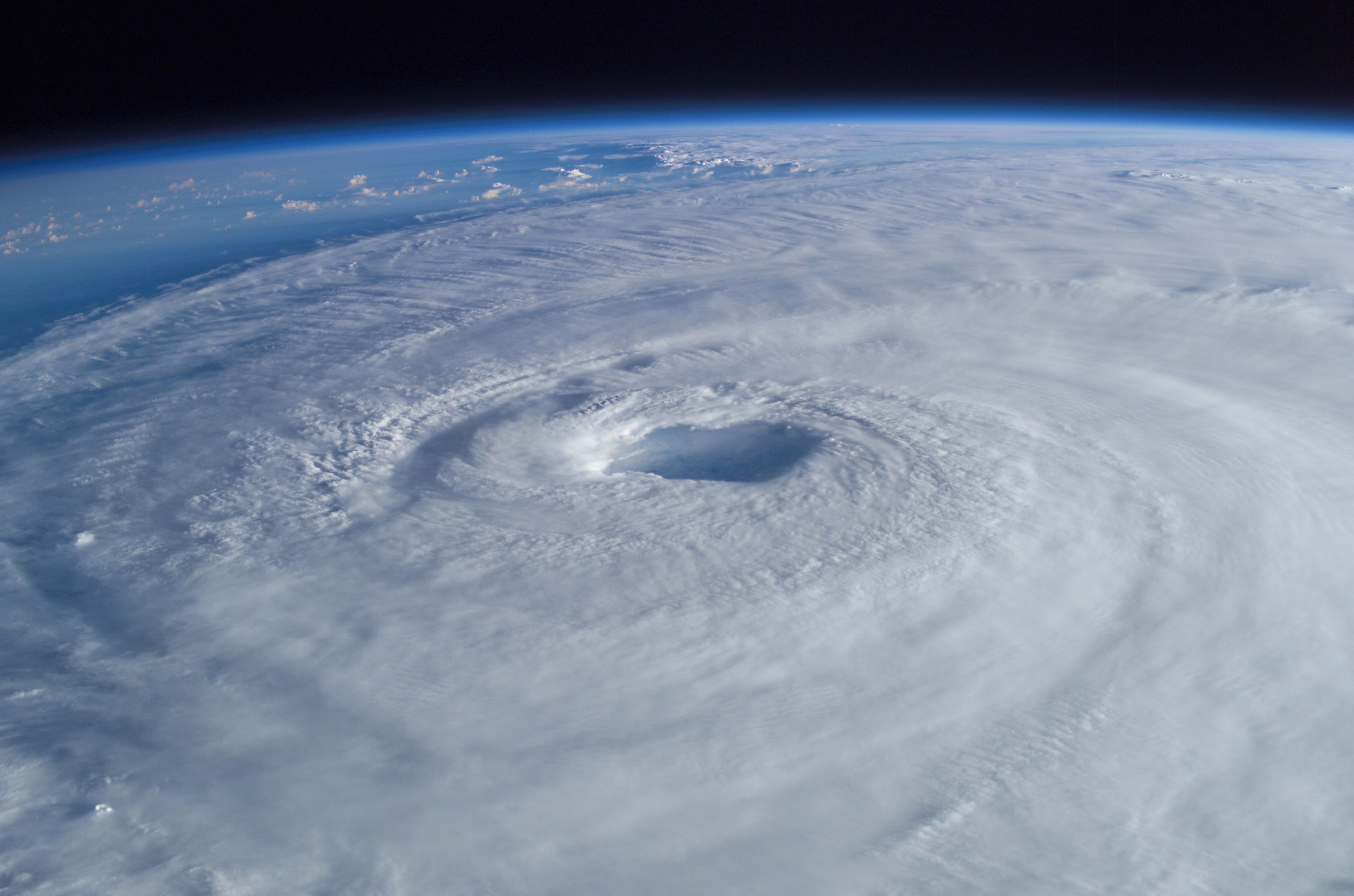
Desde su posición privilegiada sobre la Tierra en la Estación Espacial Internacional, el astronauta Ed Lu capturó esta vista amplia del huracán Isabel.

Es la Señora de los Vientos, la deidad femenina que reina en la tormenta y que a su paso todo lo destruye con el auxilio de las fuerzas combinadas del viento y las aguas torrenciales. Tiene dos ayudantes: Guataubá o Guataúba, el heraldo, y Coatrisquie o Cuatrisquie, el recogedor de aguas.
Guabancex asola los conucos y las aldeas cuando la cólera la impulsa contra los pueblos que no han atendido con devoción sus imágenes. Según relata en 1498 Fray Ramón Pané, este cemí vive en el país de Aumatex, cacique de los vientos, y cuando sale enfurecida con sus dos ayudantes para arrasar cuanto encuentra a su paso, ordena al resto de los cemíes de la comarca que colaboren con ella. De sus ayudantes, Guataubá anunciaba a deidades y mortales la inminencia de la tempestad con nubes, truenos y relámpagos, mientras que Coatrisquie recogía y desataba las aguas incontrolables que todo lo destruyen, inundando valles y sembradíos, trayendo muerte y enfermedad.
Para apaciguarla, durante el ritual de la cohoba se le ofrendaba comida para calmar el hambre de la diosa.
Según otras interpretaciones, Guabancex sería una manifestación enfurecida de Atabey, la Madre de las Aguas, principal deidad femenina de los taínos.

## Representaciones
Sus imágenes están hechas de piedra. A menudo está acompañada de Guataubá y Cuatrisquie, sus dos ayudantes. También de piedra se han encontrado en diminutos idolillos, que se suponen que llevaban en la frente sus devotos. La cabeza de esos ídolos, de forma triangular, tiene un rostro agresivo y colérico. 
Su cuerpo se representa estilizado, terminando en un solo pie, otro atributo que parece fue propio de la deidad. En ocasiones se la ha relacionado con las asas de vasijas de cerámica que representan cabezas humanas de la que parten los brazos en aspas, coincidentemente similar al símbolo meteorológico moderno de las tormentas tropicales, sugiriendo que los taínos intuían la naturaleza de la circulación de los vientos huracanados.

## En la literatura
La simbología de Guabancex es la base del thriller histórico Los hijos de la Diosa Huracán, de la escritora cubano-americana Daína Chaviano (Grijalbo-Random House, 2019). En la novela, esta deidad no solo es el leitmotiv central del argumento y del título, sino que es un personaje actuante dentro de la trama.
Los ayudantes de Guabancex, Guatabá y Cuastriquie, junto con Juracán, aparecen repetidamente en Sinfonía Salvaje, novela del escritor cubano-americano Frederick A. de Armas (Madrid: Verbum, 2019).